# Irene Mawer
Irene Mawer (Wandsworth, 13 marzo 1893 – Blewbury, 1º dicembre 1962) è stata una mimo e insegnante britannica.
È stata co-fondatrice della Ginner-Mawer School of Dance and Drama (1916-1954) insieme a Ruby Ginner e fondatrice dell'Institute of Mime di Londra.

## Biografia

### Formazione
Irene Rose Mawer nacque nel 1893 a Wandsworth, nella periferia di Londra, in Inghilterra, che a quel tempo era una zona ricca e prospera. Suo padre, Henry (Harry) Mawer, era uno Yorkshireman, e sua madre, Rosina Alberta Turner, era originaria del Devon.
Da bambina, Mawer era quasi sempre sola, e il suo passatempo preferito era inventare piccole commedie e recitarle in casa e in giardino. Da adulta, ricordava questi giochi e li usava come base per insegnare il mimo ai bambini, conosciuti a Ginner-Mawer come "Bobblies". Mawer frequentò la Putney High School for Girls, dove gli obiettivi erano educare e ispirare le alunne, aiutarle a trovare passioni e realizzare le loro ambizioni. La direttrice, Miss Major, appoggiò e sviluppò l'amore di Mawer per l'antica Grecia.
Prima della morte di suo padre nel 1909, Mawer viveva una vita agiata. Alcuni resoconti dimostrano che il personale domestico fosse residente nella grande casa di famiglia e i giornali documentano la partecipazione a matrimoni della società mondana.
Più tardi, Mawer fondò l'Institute of Mime dove l'attenzione era rivolta all'educazione attraverso il movimento. Tuttavia, Mawer era anche un'appassionata di lettere e aveva programmato di studiare letteratura all'università, ma le circostanze familiari lo impedirono. Non appena si presentò l'opportunità, Mawer riprese i suoi studi, questa volta lavorando nelle arti drammatiche con Madame Kate Flinn.
Irene fu accettata come studentessa di Elsie Fogerty alla Central School of Speech and Drama dove assunse anche il ruolo di segretaria sociale del Pivot Club nel 1915.

### Carriera
Durante il corso dei suoi studi alla Royal Central School of Speech and Drama, Mawer incontrò Ruby Ginner, con cui s'instaurò un legame di amicizia che sarebbe durato per i successivi 47 anni, fino alla sua morte.
Nel 1916, la compagnia teatrale di Ruby Ginner presentò un mimo intitolato Et Puis Bonsoir, con Mawer nel ruolo dell'Arlecchino. Il secondo giorno di prove, Ruby Ginner si ammalò e lasciò al comando una Mawer alle prime armi. Iniziò così il primo tentativo di Mawer di insegnare con le proprie regole. Questo fu anche l'inizio della collaborazione professionale che avrebbe dato vita alla Ginner-Mawer School of Dance and Drama.
Mawer imparò molto sulla teoria del movimento ritmico e dello sviluppo dei muscoli e del sistema nervoso alle lezioni di danza di Ruby Ginner. Mise poi insieme queste competenze con le lezioni di coro greco di Elsie Fogerty sulla coordinazione dei ritmi della parola e del movimento e ciò accrebbe la sua base tecnica per l'insegnamento del mimo.
Mawer era anche interessata al rapporto tra parole e movimento. Nel 1925 pubblicò un libro intitolato The Dance Of Words ("La danza delle parole") contenente poesie, o "ritmi-parole", che dovevano essere collegate al movimento. Nel libro, Mawer dimostrò il suo lavoro sperimentale con le forme d'arte, in particolare con la Revived (Classical) Greek Dance di Ruby Ginner. Questo corpus di lavoro sperimentale iniziò nel 1916 quando Mawer, con Ginner, diede la sua prima dimostrazione pubblica di "danza in versi".
Nel 1920, e di nuovo tra il 1925 e il 1926, Mawer lavorò a stretto contatto con Sybil Thorndike e Lewis Casson nella loro doppia serie di spettacoli di tragedie greche (Le troiane/Medea). Mawer realizzò il coro greco e recitò anche nelle rappresentazioni. Nel 1928 Irene interpretò quello che sarebbe diventato il suo ruolo determinante, quello di Pierrot in L'Enfant Prodigue, un mimo di Michel Carré.

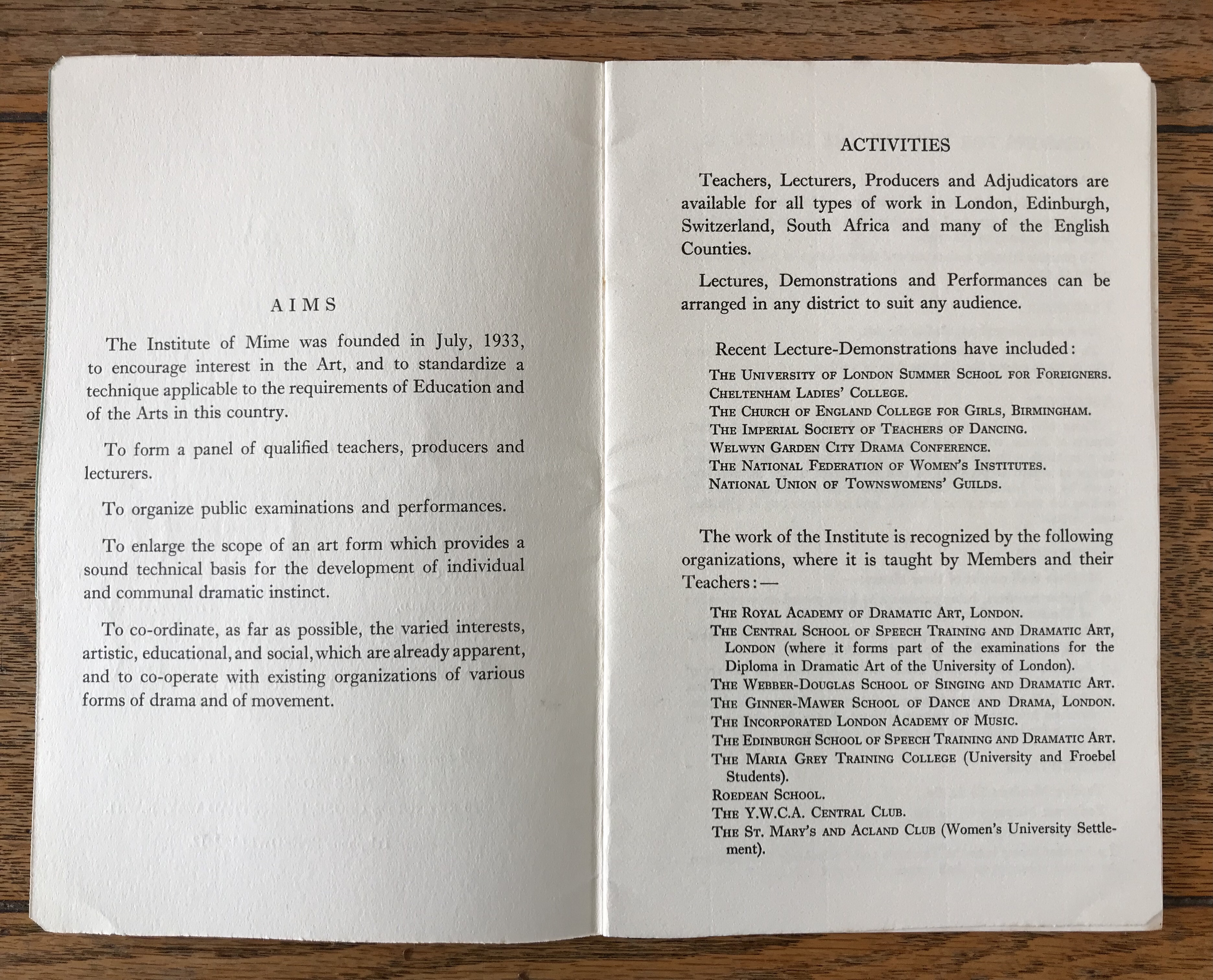
Manuale dell'Istituto di Mimo che ne dettaglia gli scopi e le attività.

Con il sostegno di una sessantina di persone provenienti da vari rami della musica e delle arti drammatiche e anche dal suffragio femminile, Mawer fondò l'Institute of Mime nel Regno Unito nel 1933. I suoi obiettivi comprendevano una standardizzazione della tecnica e dell'insegnamento, con una delle intenzioni di utilizzare il mimo come strumento educativo, concentrandosi in particolare sull'aiuto alle donne e alle ragazze lavorando in collaborazione con organizzazioni come il Women's Institute e le Girl Guides.
La Ginner-Mawer School of Dance and Drama chiuse nel 1954 con il ritiro di Ruby Ginner. Mawer continuò a lavorare per altri cinque anni come Senior Tutor e Docente presso la Birmingham School of Speech Training and Dramatic Art (BSSTDA) di Pamela Chapman, in seguito nota come Birmingham School of Acting. Nel 1959, Mawer si ritirò e si trasferì a vivere vicino a Ruby Ginner a Blewbury, nel sud dell'Inghilterra.

### Vita privata
Irene Mawer era la più giovane di sei figli ed ha vissuto più a lungo dei suoi genitori e tutti i suoi fratelli.
Nel 1917, Mawer sposò Robert Jacomb Norris Dale, ucciso in azione durante la prima guerra mondiale, lasciandola vedova dopo 10 mesi di matrimonio all'età di 24 anni. Dale aveva talento nell'arte, nella legge e nello sport; la sua storia è raccontata in un libro che rende omaggio ad alcuni dei giocatori del Rosslyn Park Rugby Club, di cui era stato socio.
Nel 1930 Mawer si sposò per la seconda volta, con il collega londinese e vedovo, Mark Edward Perugini (1876-1948), storico del teatro, giornalista, autore e pronipote (tramite il matrimonio) di Charles Dickens.
Dopo la cremazione, le ceneri di Mawer furono sparse nel Rose Garden dell'Oxford Crematorium.

## Influenza culturale
Irene Mawer e Ruby Ginner hanno lavorato insieme per creare quella che sarebbe diventata la Ginner-Mawer School of Dance and Drama. Le produzioni tutte al femminile erano una caratteristica della Ginner-Mawer School of Dance and Drama e si estendevano a spettacoli diretti da Mawer al di fuori della Ginner-Mawer School. La stessa attenzione femminile era presente in produzioni come quelle tenutesi a Hyde Park, rivelando un fenomeno interessante e poco studiato delle donne in ruoli teatrali creativi durante questo periodo.
Nel 1923, Mawer fu una delle prime persone ad essere coinvolta nel Diploma in Dramatic Art appena creato, la prima qualifica di questo tipo nel Regno Unito. Il programma includeva il mimo, e Mawer lo insegnava come parte dei suoi compiti presso la Central School of Speech and Drama., che era stata recentemente affiliata all'Università di Londra Nel 1927, un mimo scritto e prodotto da Mawer Priscilla or the Lost Columbine ("Priscilla o l'aquilegia perduta") faceva parte della performance dell'esame drammatico per questo diploma di arte drammatica.
Alla Ginner-Mawer il mimo non era visto come un soggetto a sé stante, era visto come un soggetto fondamentale per tutte le altre forme di movimento e parola. Attore, regista e teorico del dramma, Michel Saint-Denis ha partecipato alle attività dell'Istituto per mimi, tra cui una del 1936. Negli anni prima della seconda guerra mondiale, Mawer fu la figura di spicco nell'educazione mimica nel Regno Unito, la prima esecutrice di mimo e la prima pedagogista a pubblicare una storia seminale del movimento mimico dalle sue origini primitive e religiose. I membri dell'Institute of Mime hanno tenuto conferenze e/o dimostrazioni in una varietà di luoghi, tra cui la Froebel Society (in seguito National Froebel Foundation), la Central Association for Mental Welfare (in seguito Mind), la Women's League of Health and Beauty, la H.M. Prison Holloway (una prigione femminile) e la British Drama League.
Alla fine degli anni '40 il metodo del mimo di Mawer era ben consolidato e comportava un altissimo grado di allenamento per rendere efficace il movimento. Il metodo di Mawer ha contribuito ai rapidi cambiamenti nell'allenamento del corpo durante i primi quattro decenni del ventesimo secolo e si può dire che il lavoro della Ginner-Mawer School abbia formato un legame tra Isadora Duncan e Rudolf Laban. L'influenza di Mawer è stata sentita in tutto il mondo con gli studenti dell'Institute of Mime che insegnano in Sud Africa, Costa Rica e Canada, in Australia e Nuova Zelanda, e si esibiscono in un mimo in Costa Rica. L'influenza moderna può ancora essere avvertita, ad esempio, in Canada nello spettacolo di clownerie e anche nel centro multi-artistico indiano Triveni Kala Sangam fondato dall'ex alunna della Ginner-Mawer Sundari K. Shridharani, mentre negli Stati Uniti, il ministero del mimo cristiano usa Mawer per dimostrare che il mimo può essere di Dio, oltre che secolare.
In Inghilterra, gli alunni dell'Institute of Mime annoveravano Rose Bruford che insegnava sia alla Royal Academy of Music (RAM) che alla Royal Academy of Dramatic Art (RADA) e poi aprì la sua scuola nel 1950 - il Rose Bruford Training College of Speech e Drama, ora Rose Bruford College of Theatre and Performance. Altre nomine del personale degli ex alunni includevano posizioni presso la Central School of Speech and Drama (in seguito nota come Royal Central School of Speech and Drama, la Ben Greet Academy, la Webber-Douglas School of Acting (in seguito nota come Webber Douglas Academy of Dramatic Art), la Incorporated London Academy of Music, la sede della Young Women's Christian Association (YWCA), oltre a docenti per la National Federation of Women's Institutes (WI).
Nel 2009, 47 anni dopo la sua morte, una delle poesie di Mawer, The Tree in the Wind, è stata usata come domanda d'esame presso la Kernersville Elementary School nel North Carolina. Pubblicato originariamente nel libro di poesie di Mawer, The Dance of Words, nel 1925, il componimento era ancora utilizzato nel 2022 dagli alunni della Carolina del Nord come parte delle risorse didattiche online.

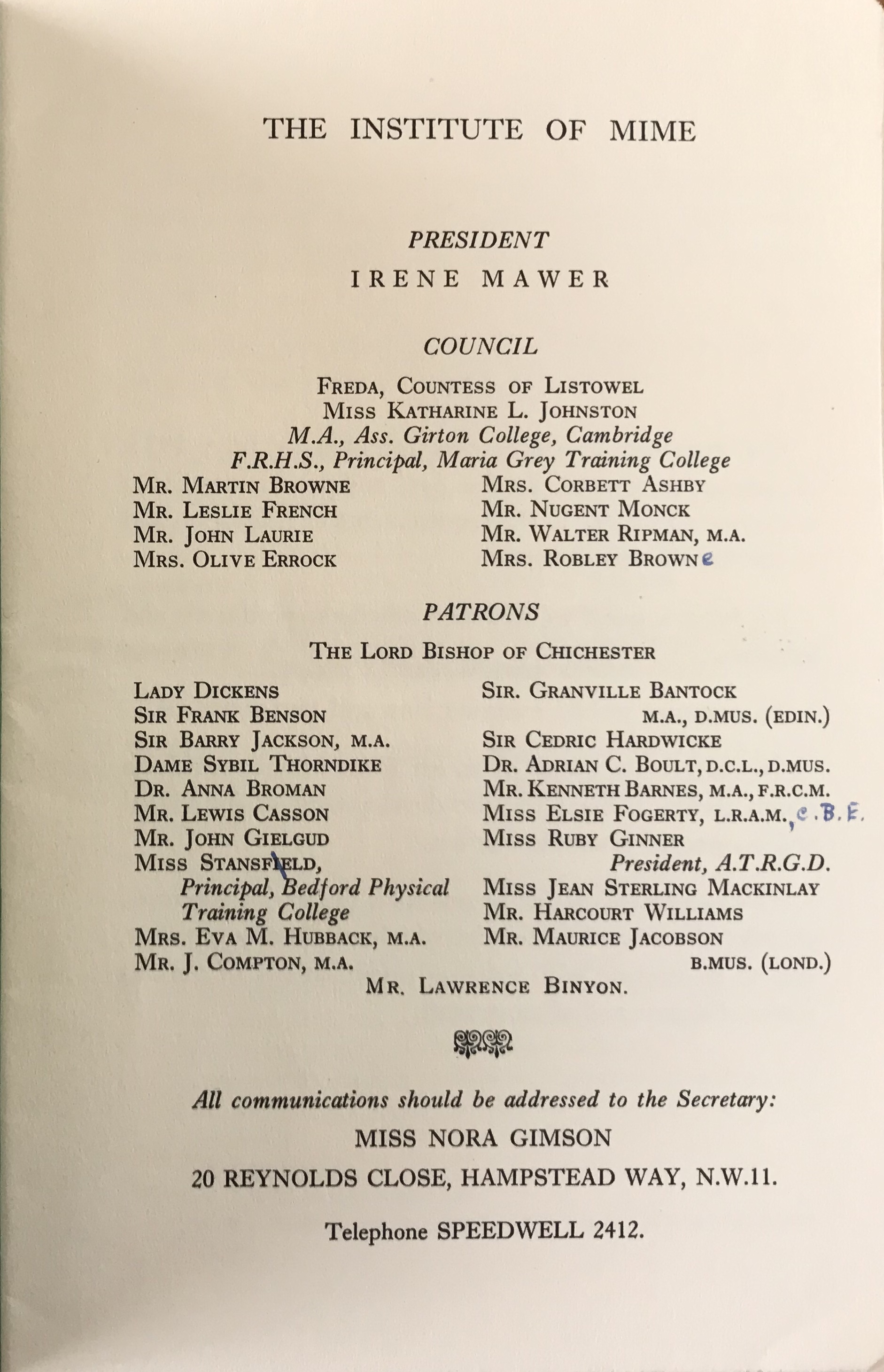
Sostenitori dell'Istituto di Mimo

### Allievi
Tra gli allievi significativi di Mawer si annoverano: Mildred Robley-Browne (nata Peters) che ha aperto una scuola di danza e mimo in Nuova Zelanda, è stata passata alla collega della Ginner-MawerRene Almond (nota come Irene Mulvany-Gray) che, negli anni '20 e negli anni '30, ha insegnato danza e mimo in Nuova Zelanda, Australia e Canada. Tra il 1925 e il 1956 Mildred era un'amata direttrice di tre collegi femminili nell'area di Londra. È stata l'attenzione di Mildred per "l'ideale greco dell'associazione inseparabile dell'arte con l'educazione" che ha conferito alle sue scuole il loro carattere unico. Mildred è rimasta una stretta collaboratrice sia di Ruby Ginner che di Irene Mawer per tutta la sua carriera di direttrice.
Marjorie Duncombe, che ha assistito Mary Bagot Stack nell'istituzione della Bagot Stack Health School, è diventata la Women's League of Health and Beauty.
Susan Mitchell-Smith (nata Ellis, morta il 19 febbraio 2022),è stata la fondatrice e direttrice della Welland School of Dancing, la Presidente (1983-1994) ed esaminatrice (in pensione) dell'ISTD Classical Greek Dance Association, nonché Archivista degli archivi della danza classica greca.
L'Institute of Mime, fondato da Mawer nel 1933, aveva un nutrito elenco di sostenitori nel suo Consiglio e come suoi Patroni. Le parti interessate includevano non solo attori, ballerini, musicisti, compositori e gente di teatro, ma anche promotori del suffragio femminile e dell'istruzione femminile.

## Opere (parziale)
- Bobbly Rhymes for Bobbly Times, T.M. Middleton & Co, Londra, 1919
- The Dance of Words, J.M. Dent & Sons, Londra, 1925
- Mime as an Educational Force
- The Art of Mime: its history and technique in education and the theatre, Methuen & Co, Londra, 1932
- Twelve Mime Plays: a collection of wordless plays arranged to music, Methuen & Co, 1933